# Argynnaceae
Argynnaceae är en familj av svampar. Argynnaceae ingår i klassen Dothideomycetes, divisionen sporsäcksvampar och riket svampar.